# Xcacau Corona
Xcacau Corona es una corona (formación geológica en forma de corona) en el planeta Venus, en las coordenadas -56°S y 131°E.
Cubre una superficie circular de unos 200 kilómetros de diámetro. Está ubicado en el cuadrángulo de Henie.
El Xcacau Corona fue nombrado en 1997 en referencia a Xcacau, la diosa K'iche' del cacao y la fertilidad.